# Кортленд (тауншип, Миннесота)
Кортленд (англ. Courtland) — тауншип в округе Николлет, Миннесота, США. На 2000 год его население составило 715 человек.

## География
По данным Бюро переписи населения США площадь тауншипа составляет 108,9 км², из которых 98,0 км² занимает суша, а 10,9 км² — вода (10,01 %).

## Демография
Из 235 домохозяйств в 40,9 % воспитывались дети до 18 лет, в 76,2 % проживали супружеские пары, в 1,3 % проживали незамужние женщины и в 19,1 % домохозяйств проживали несемейные люди. 13,6 % домохозяйств состояли из одного человека, при том 5,5 % из — одиноких пожилых людей старше 65 лет. Средний размер домохозяйства — 3,04, а семьи — 3,41 человека.
30,8 % населения младше 18 лет, 7,8 % в возрасте от 18 до 24 лет, 26,6 % от 25 до 44, 26,3 % от 45 до 64 и 8,5 % старше 65 лет. Средний возраст — 36 лет. На каждые 100 женщин приходилось 108,5 мужчин.  На каждые 100 женщин старше 18 приходилось 115,2 мужчин.
Средний годовой доход домохозяйства составлял 53 977 долларов, а средний годовой доход семьи —  55 000 долларов. Средний доход мужчин —  31 667  долларов, в то время как у женщин — 20 882. Доход на душу населения составил 19 041 доллар. За чертой бедности находились 4,9 % семей и 7,8 % всего населения тауншипа, из которых 14,1 % младше 18 лет.